# Masicera major
Masicera major là một loài ruồi trong họ Tachinidae.